# Musée du Guesclin

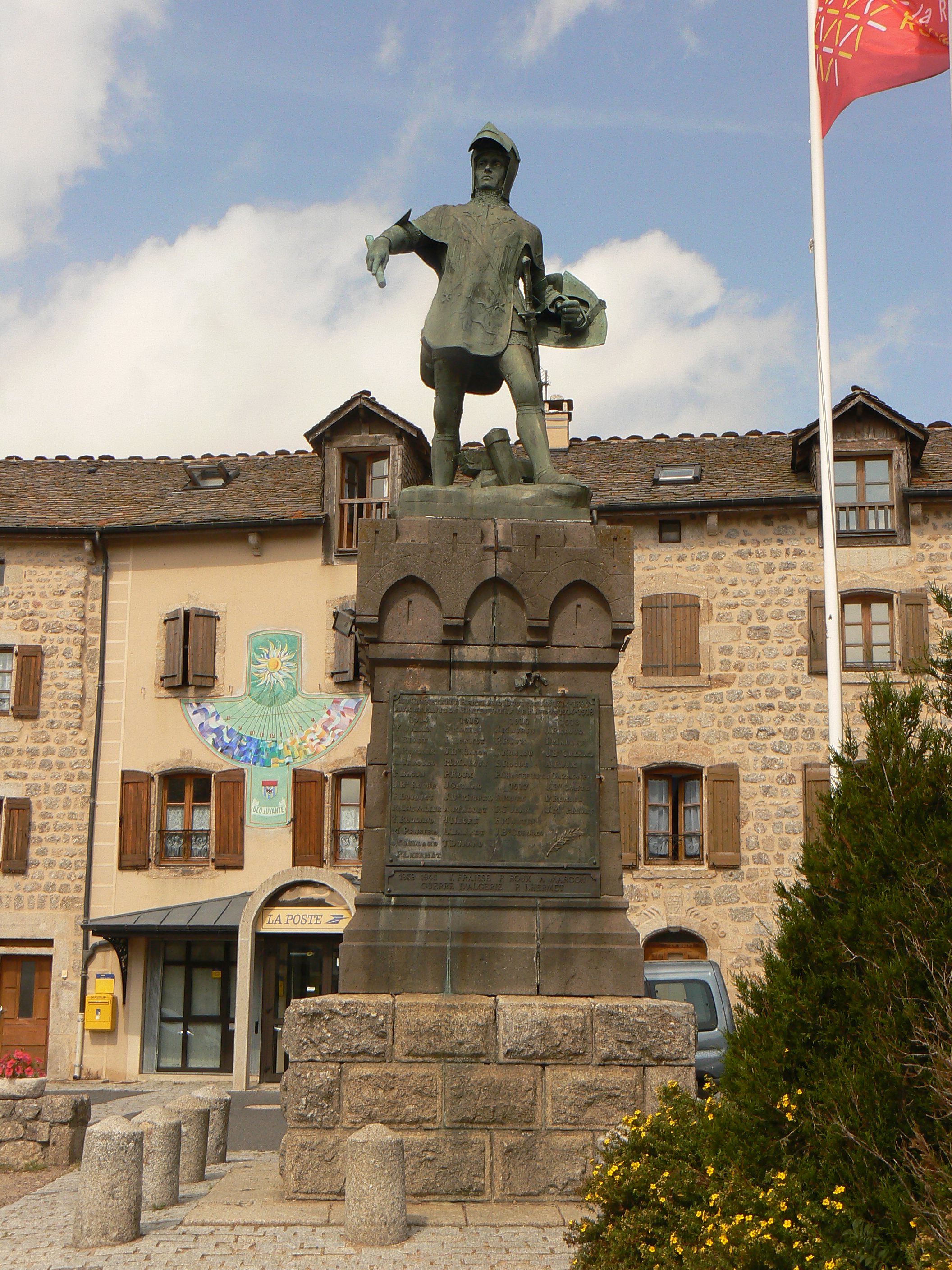
Statue des Grand connétable Bertrand du Guesclin vor dem Museum

Das Musée du Guesclin ist ein historisches Museum in Châteauneuf-de-Randon im französischen Département Lozère. Gewidmet ist es dem Heerführer und Connétable von Frankreich Bertrand du Guesclin, der im Juli 1380 im Hundertjährigen Krieg während der Belagerung der von den Engländern gehaltenen Festung in Châteauneuf-de-Randon starb.
Das Museum befindet sich im Gebäude der Mairie. Die kleine Ausstellung, die nur während der Hauptsaison im Juli und August geöffnet ist, zeichnet das Leben des Heerführers nach und widmet sich der Baugeschichte des Schlosses von Châteauneuf-de-Randon.
Auf dem Hauptplatz vor dem Museum erinnert zudem eine Statue an Guesclin.